# Don't Stay
«Don't Stay» —en español: «No te quedes»— es una canción del grupo de nu metal Linkin Park, para su álbum de estudio Meteora. Habla sobre rechazar a alguien que no sirve y sobre el espacio de uno mismo.

## Información
La canción es una de las que conforma el álbum Meteora, figurando como la pista 2, siendo la continuación del tema Foreword y la introducción de Somewhere I Belong, el primer sencillo del disco.
Esta canción tiene 2 versiones conocidas:
- Versión del Live In Texas: Esta versión es la más similar a la versión original.
- Versión del Rock am Ring 2004: Esta versión tiene un nuevo intro, en el cual se escucha a una mujer hablando, mientras la banda empieza la canción con un estilo parecido a los temas A Place for My Head y No More Sorrow.

## Interpretaciones en vivo
La canción fue interpretada en vivo desde el año 2003, debutando en la gira LP Underground 2003, hasta el año 2008, en la gira Projekt Revolution 2008 US. Una de las versiones en vivo conocidas de la canción aparece en el álbum en vivo Live In Texas, como pista inicial del concierto, pero solamente figura en el DVD de este.
- Datos: Q5813108